# Thomas Rohregger
Thomas Rohregger, né le 23 décembre 1982 à Innsbruck en Autriche, est un coureur cycliste autrichien professionnel de 2003 à 2013.

## Carrière
Après la saison 2008 où il court pour la formation autrichienne Elk Haus-Simplon, Thomas Rohregger rejoint l'année suivante Milram. Il est membre de l'équipe RadioShack-Leopard jusqu'en fin de saison 2013 où il annonce l'arrêt de sa carrière professionnelle.

## Palmarès et classements mondiaux

### Palmarès
- 2006
  - 2e du championnat d'Autriche du contre-la-montre
- 2007
  - 3e étape du Tour d'Autriche
- 2006
  - 3e du championnat d'Autriche sur route
- 2008
  - Classement général du Tour d'Autriche
- 2011
  - 1re étape du Tour d'Espagne (contre-la-montre par équipes)

### Résultats sur les grands tours

#### Tour de France
1 participation
- 2010 : 74e

#### Tour d'Italie
4 participations
- 2009 : 29e
- 2010 : abandon (11e étape)
- 2011 : non-partant (5e étape) (à la suite du décès de Wouter Weylandt lors de la 3e étape)
- 2012 : 31e

#### Tour d'Espagne
2 participations
- 2009 : non-partant (10e étape)
- 2011 : 28e, vainqueur de la 1re étape (contre-la-montre par équipes)

### Classements mondiaux
| Année           | 2006 | 2007 | 2008 | 2009 | 2010 | 2011 | 2012 | 2013 |
| --------------- | ---- | ---- | ---- | ---- | ---- | ---- | ---- | ---- |
| UCI World Tour  |      |      |      |      |      |      | 235e | 179e |
| UCI Europe Tour | 326e | 49e  | 46e  |      |      |      |      |      |